# Pompano Beach, Florida
Pompano Beach /ˌpɒmpənoʊ ˈbiːtʃ/ là một thành phố thuộc quận quận Broward trong bang Florida, Hoa Kỳ, dọc theo bờ Đại Tây Dương ngay về phía bắc Fort Lauderdale. Thành phố có tổng diện tích km², trong đó diện tích đất là km². Theo điều tra dân số Hoa Kỳ năm 2010, thành phố có dân số 99.845, người, dân số năm 2012 ước tính 102.984 người. Nó là một thành phố chính của vùng đô thị Miami, một vùng đô thị có tổng dân số ước tính 6.012.331 người theo điều tra năm 2015.
Pompano Beach hiện đang trong quá trình tái phát triển để khôi phục lại bãi biển và trung tâm lịch sử. Thành phố cũng đã được liệt kê là một trong những thị trường bất động sản hàng đầu, được giới thiệu trong CNN, Money và Wall Street Journal là một trong những thị trường nhà nghỉ dưỡng hàng đầu của đất nước. Pompano Beach Airpark, nằm trong thành phố này, là nơi có Goodyear Blimp Spirit of Innovation.